# Maurice Pate
Maurice Pate (1894-1965) a été le premier directeur exécutif de l'UNICEF, de 1947 à 1965. Il permit à l'organisation de se développer à ses débuts.